# إدي جو وليامز
إدي جو وليامز (بالإنجليزية: Eddie Joe Williams)‏ هو سياسي أمريكي، ولد في 26 يونيو 1954 في شيريدان في الولايات المتحدة. حزبياً، نشط في الحزب الجمهوري. وقد انتخب عضو مجلس ولاية أركنساس.